# Royal Herakles HC in het seizoen 2017/18
Dit artikel beschrijft hockeyploeg Royal Herakles HC in het seizoen 2017-2018 bij de heren.

## Heren
In De Belgische competitie 16-17 behaalde Herakles de 2de plaats. Hiermee veroverden ze een rechtstreeks ticket naar de KO16 van de EHL 2017/18

#### Selectie
| Staff           |                       |               |                        |
| Head Coach      | Darran Bisley         | Australië     |                        |
| Assistent Coach | Rob Haantjes          | Nederland     |                        |
| Manager         | Reine Jacobs          | België        |                        |
| Kiné            | Jan-Peter Spaanderman | Nederland     |                        |
| Video Analist   | Lucas Simons          | België        |                        |
| Keepers         |                       |               |                        |
| 1               | Amaury Timmermans     | België        | Eigen jeugd            |
| 17              | Francecso Mitrotta    | Italië        | Vlag van Italië        |
| Verdedigers     |                       |               |                        |
| 4               | Marco Donck           | België        | Eigen jeugd            |
| 22              | Alexis Leclef         | België        | Eigen jeugd            |
| 2               | Nick Haig             | Nieuw-Zeeland | Canterbury Cavaliers   |
| 5               | Tanasu Perez Vasquez  | Spanje        | Vlag van Spanje        |
| 15              | David Hens            | België        | Eigen jeugd            |
| 13              | Thibaut Le Paige      | België        | Eigen jeugd            |
| Middenvelders   |                       |               |                        |
| 12              | Nicolas De Kerpel     | België        | Eigen jeugd            |
| 7               | Victor Donck          | België        | Eigen jeugd            |
| 25              | Amaury Keusters       | België        | Eigen jeugd            |
| 9               | Anthony Van Stratum   | België        | Eigen jeugd            |
| 15              | Rob Creffier          | Nieuw-Zeeland | Vlag van Nieuw-Zeeland |
| 5               | Jeremy Duncan         | Ierland       | Vlag van Ierland       |
| Aanvallers      |                       |               |                        |
| 16              | Toni Sanz             | Spanje        | Vlag van Spanje        |
| 6               | Jake Smith            | Nieuw-Zeeland | Vlag van Nieuw-Zeeland |
| 14              | Jerome Legrand        | België        | Eigen jeugd            |
| 21              | Louis Hottlet         | België        | Eigen jeugd            |
| 27              | Romain Devillé        | België        | Eigen jeugd            |
| 19              | Arthur Da Costa       | België        | Eigen jeugd            |

#### Wedstrijden
Tijdens het seizoen 17-18 werd een nieuw doelpuntensysteem gehanteerd.
Een velddoelpunt (FG) en een Stroke die voortkwam uit een veldfase telde voor 2, een Penalty Corner (PC) en een Stroke die voorkwam uit een Penalty Corner voor 1.
| Wedstrijddetails                                   | Thuisploeg                                                                                        | Uitslag                                                                    | Uitploeg                                                                                        | Selectie | Kaarten |
| -------------------------------------------------- | ------------------------------------------------------------------------------------------------- | -------------------------------------------------------------------------- | ----------------------------------------------------------------------------------------------- | --- | --- |
| 30 maart 2018 15:30 KO16 @ Rotterdam               | Herakles                                                                                          | 4-2                                                                        | CD Terrassa                                                                                     | Timmermans, M.Donck, Leclef, Haig, Perez Vasquez, Hens, De Kerpel, V. Donck, Keusters, Van Stratum, Creffier, Duncan, Sanz, Smith, Legrand, Hottlet, Devillé  | -green- 15' Sanz (Herakles) -green- 30' V. Donck (Herakles) -green- 32' Tarres (Terassa) 52' Haig (Herakles)                                   |
| 30 maart 2018 15:30 KO16 @ Rotterdam               | 2' Smith (FG) 43' Hottlet (FG)                                                                    | 2-0 2-1 4-1 4-2                                                            | 3' Oliva (PC) 45' Oliva (PC)                                                                    | Timmermans, M.Donck, Leclef, Haig, Perez Vasquez, Hens, De Kerpel, V. Donck, Keusters, Van Stratum, Creffier, Duncan, Sanz, Smith, Legrand, Hottlet, Devillé  | -green- 15' Sanz (Herakles) -green- 30' V. Donck (Herakles) -green- 32' Tarres (Terassa) 52' Haig (Herakles)                                   |
| 1 april 2018 17:15 KO16 @ Rotterdam                | Real Club De Polo                                                                                 | 1-1 (6-7 SO)                                                               | Herakles                                                                                        | Timmermans, M.Donck, Leclef, Haig, Perez Vasquez, Hens, De Kerpel, V. Donck, Keusters, Van Stratum, Creffier, Duncan, Sanz, Smith, Legrand, Hottlet, Da Costa | -green- 10' Duncan (Herakles) -green- 12' V. Donck (Herakles) -green- 19' Turull (Polo) -green- 40' Casasayas (Polo) -green- 42' Bordas (Polo) |
| 1 april 2018 17:15 KO16 @ Rotterdam                | 31' Llorens (PC) Casasayas Plennevaux (PS) Plennevaux Piera Grau Rey Rey Alegre Biosca Piera Grau | 1-0 1-1 0-1 1-1 1-2 2-2 2-3 miss 2-4 3-4 miss 4-4 5-4 5-5 6-5 6-6 miss 6-7 | 40'Keusters (PC) Sanz Keusters V. Donck (De Kerpel (PS)) Haig De Kerpel Sanz Keusters De Kerpel | Timmermans, M.Donck, Leclef, Haig, Perez Vasquez, Hens, De Kerpel, V. Donck, Keusters, Van Stratum, Creffier, Duncan, Sanz, Smith, Legrand, Hottlet, Da Costa | -green- 10' Duncan (Herakles) -green- 12' V. Donck (Herakles) -green- 19' Turull (Polo) -green- 40' Casasayas (Polo) -green- 42' Bordas (Polo) |
| 26 mei 2018 13:30 Final4 @ Bloemendaal             | SV Kampong                                                                                        | 6-2                                                                        | Herakles                                                                                        | Timmermans, M.Donck, Leclef, Haig, Perez Vasquez, Hens, De Kerpel, V. Donck, Keusters, Van Stratum, Creffier, Duncan, Sanz, Smith, Legrand, Hottlet, Le Paige | -green- 34' Meulenbroek (SV Kampong) -green- 55' De Kerpel (Herakles) -green- 59' M. Donck (Herakles)                                          |
| 26 mei 2018 13:30 Final4 @ Bloemendaal             | 3' Kemperman (FG) 9' Jonker (FG) 48' Kellerman (FG)                                               | 2-0 4-0 4-2 6-2                                                            | 37' De Kerpel (FG)                                                                              | Timmermans, M.Donck, Leclef, Haig, Perez Vasquez, Hens, De Kerpel, V. Donck, Keusters, Van Stratum, Creffier, Duncan, Sanz, Smith, Legrand, Hottlet, Le Paige | -green- 34' Meulenbroek (SV Kampong) -green- 55' De Kerpel (Herakles) -green- 59' M. Donck (Herakles)                                          |
| 27 mei 2018 13:30 Bronze Medal Match @ Bloemendaal | Herakles                                                                                          | 4-5                                                                        | Rotterdam HC                                                                                    | Timmermans, M.Donck, Leclef, Haig, Perez Vasquez, Hens, De Kerpel, V. Donck, Keusters, Van Stratum, Creffier, Duncan, Sanz, Smith, Legrand, Hottlet, Le Paige | -green- 50' Hertzberger (Rotterdam HC) |
| 27 mei 2018 13:30 Bronze Medal Match @ Bloemendaal | 4' Sanz (FG) 50' Sanz (FG)                                                                        | 2-0 2-2 2-3 4-3 4-5                                                        | 42' Hoedemakers (FG) 46' Hertzberger (PC) 59' Van Dam (FG)                                      | Timmermans, M.Donck, Leclef, Haig, Perez Vasquez, Hens, De Kerpel, V. Donck, Keusters, Van Stratum, Creffier, Duncan, Sanz, Smith, Legrand, Hottlet, Le Paige | -green- 50' Hertzberger (Rotterdam HC) |